# Winston Crite
Winston Arnel Crite, (nacido el 20 de junio de 1965 en Bakersfield, California) es un exjugador de baloncesto estadounidense. Con 2.01 de estatura, su puesto natural en la cancha era el de ala-pívot. 

## Trayectoria deportiva

### Universidad
Jugó durante cuatro temporadas con los Aggies de la Universidad de Texas A&M, en las que promedió 12,8 puntos, 7,4 rebotes y 1,6 asistencias por partido. Fue incluido en el Salón de la Fama de Texas A&M en septiembre de 2009.

### Profesional
Fue elegido en la quincuagésimo tercera posición del Draft de la NBA de 1987 por Phoenix Suns, donde jugó dos temporadas, promediando 2,8 puntos y 2,1 rebotes por partido. El resto de su carrera la repartió por cuatro continentes diferentes, poniendo punto final a su andadura profesional en Argentina en 1997.